# Помідори-вбивці дають здачі!
«Помідори-вбивці дають здачі!» (англ. Killer Tomatoes Strike Back!) — американський комедійний фільм жахів, третій фільм про «помідорів-вбивць»

## Сюжет
Чокнутий вчений Мортімер Гангрін перетворює помідори в людей і навпаки, так що не мудро і закохатися в колишній помідор, а нині чарівну дівчину. Доктор Гангрін хоче перепрограмувати всю людську расу, проникнувши на телебачення і запустивши рекламний ролик. Але вчена Кеннеді Джонсон розгадує його наміри. Разом з детективом поліції Ленсом Бойлом вона повинна врятувати світ.

## У ролях
- Дебі Фарес — жінка жертва
- Рік Роквелл — Ленс Бойл
- Джон Візерспун — Еван Руд
- Джон Естін — Джеронах'ю / професор Мортімер Гангрін
- Крістал Карсон — Кеннеді Джонсон
- Дж. Стефен Пііс — Капітан Вілбур Фінлеттер
- Стів Лундквіст — Ігор
- Золло Кортез — містер & місіс Америка
- Джон Де Белло — Чарльз Вайт
- Том Ешворт — водій броньованого автомобіля
- Кел Вортінгтон — грает самого себе
- Робін Едд — Бетті Еебуде, журналіст
- Лейн Пост — людина на вулиці
- «Сквіз» Дел Монте — Моріс, помідор
- «Сіді» Хайнц — Лео, помідор
- Д.Дж. Салліван — місіс Вільямс
- Кевін Вест — касир банку
- Френк Девіс — Сем Сміт
- Крейг Леффертс — грает самого себе
- Джек Оуен — спортивний коментатор Ванабі
- Спайк Соррентіно — хокеїст
- Келлі Метзенауер — Шеррі Кокс
- Коста Діллон — Chop-O-Matic торговець
- Чарлі Джонс[en] — грає самого себе
- Ліза Кесман — реєстратор
- Маргарет Саттон — старуха (в титрах не вказана)